# Шатойский район

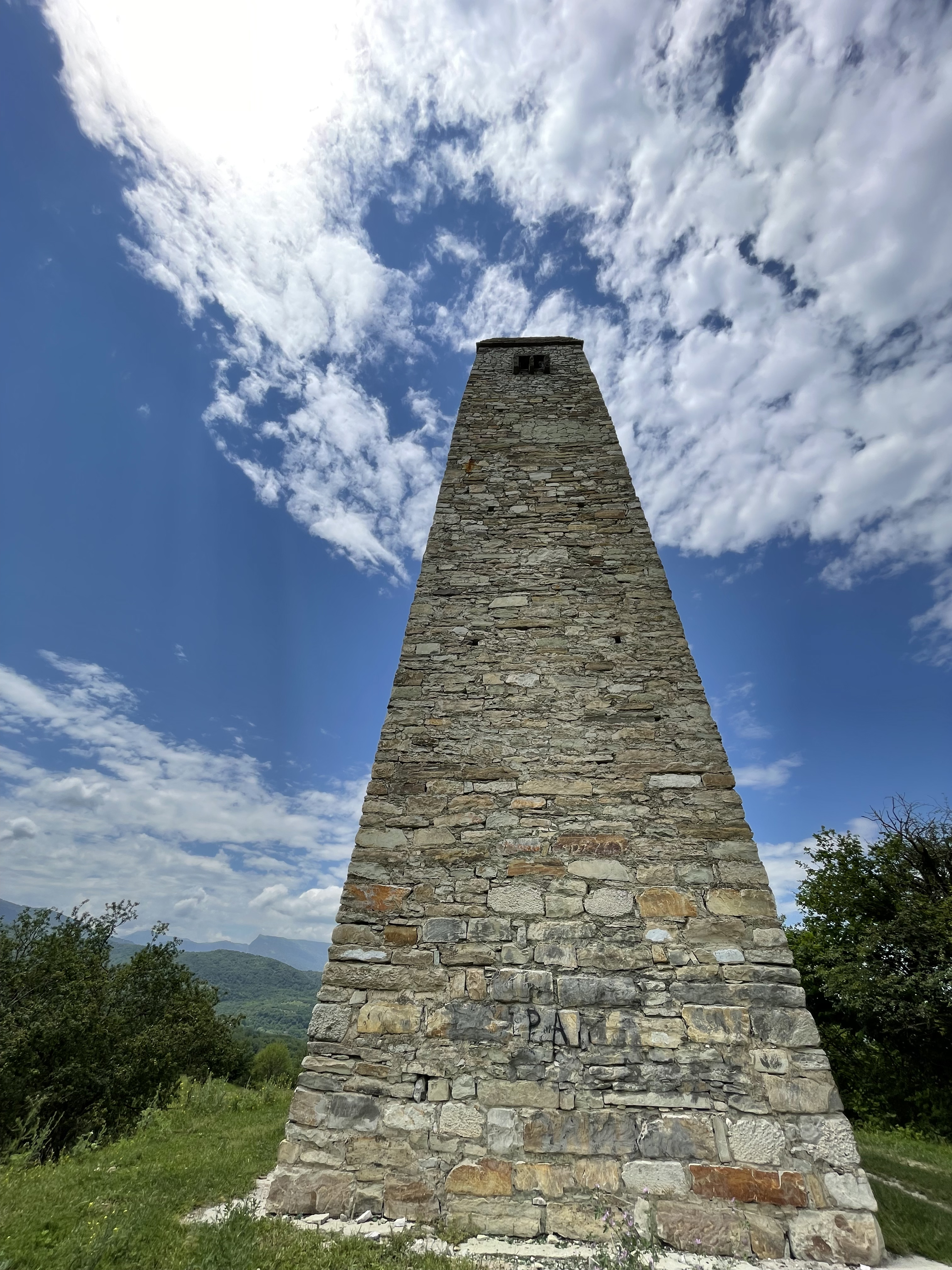
Башня в Сатты

Шатойский район (чечен. Шуьйтан кӀошт) — административно-территориальная единица и муниципальное образование (муниципальный район) в составе Чеченской Республики Российской Федерации.
Административный центр — село Шатой.

## География
Район находится в горной части южной Чечни. Граничит на севере с Грозненским районом, на юге — с Итум-Калинским, на востоке — с Шаройским, на западе — с Урус-Мартановским районами республики.
Площадь территории района составляет 876,26 км².
Значительную часть района занимает Аргунское ущелье.

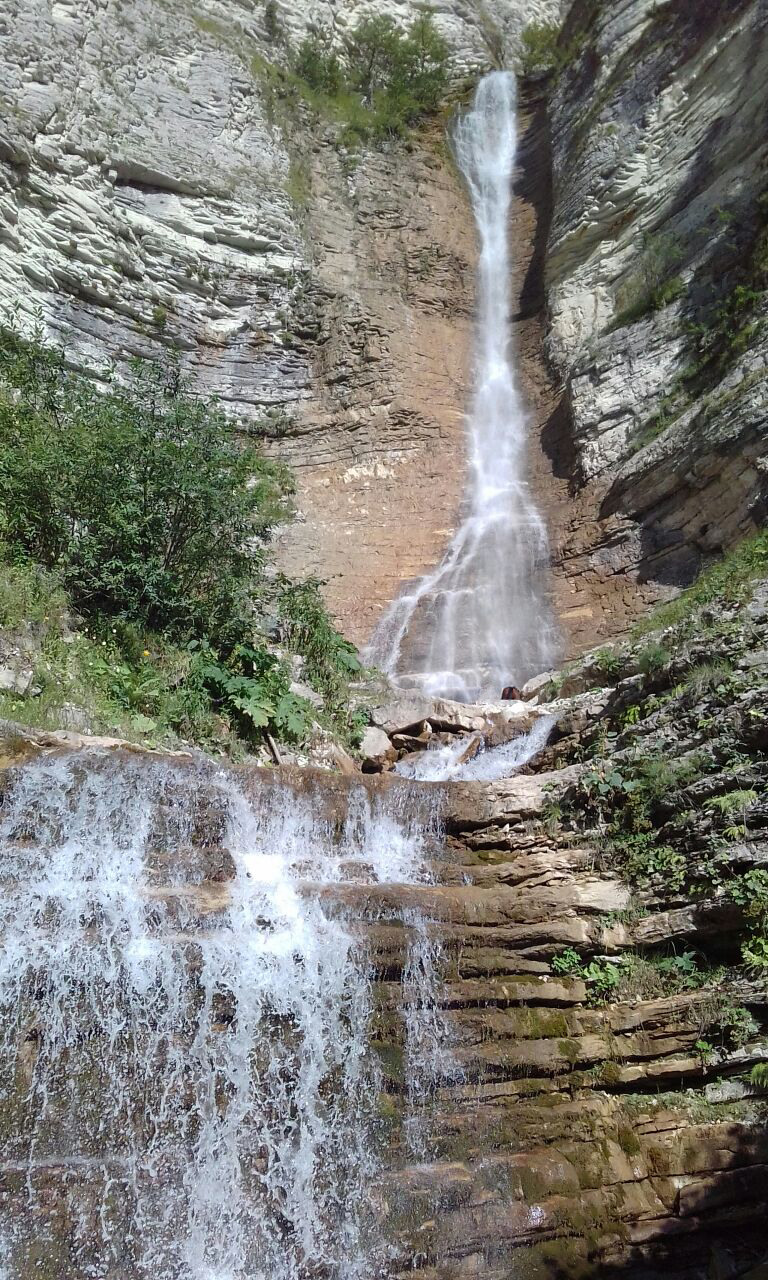
Нохчкелойский водопад

Средняя высота плоскогорья 800—1000 м над уровнем моря, а окружающие хребты достигают высоты от 1500 м до 2600 м.
В районе протекают русла рек каньонного типа Шаро-Аргуна и Чанты-Аргуна начиная с юга боковых хребтов Главного Кавказского хребта и на север до Чеченской равнины, где сливается с Сунжей.

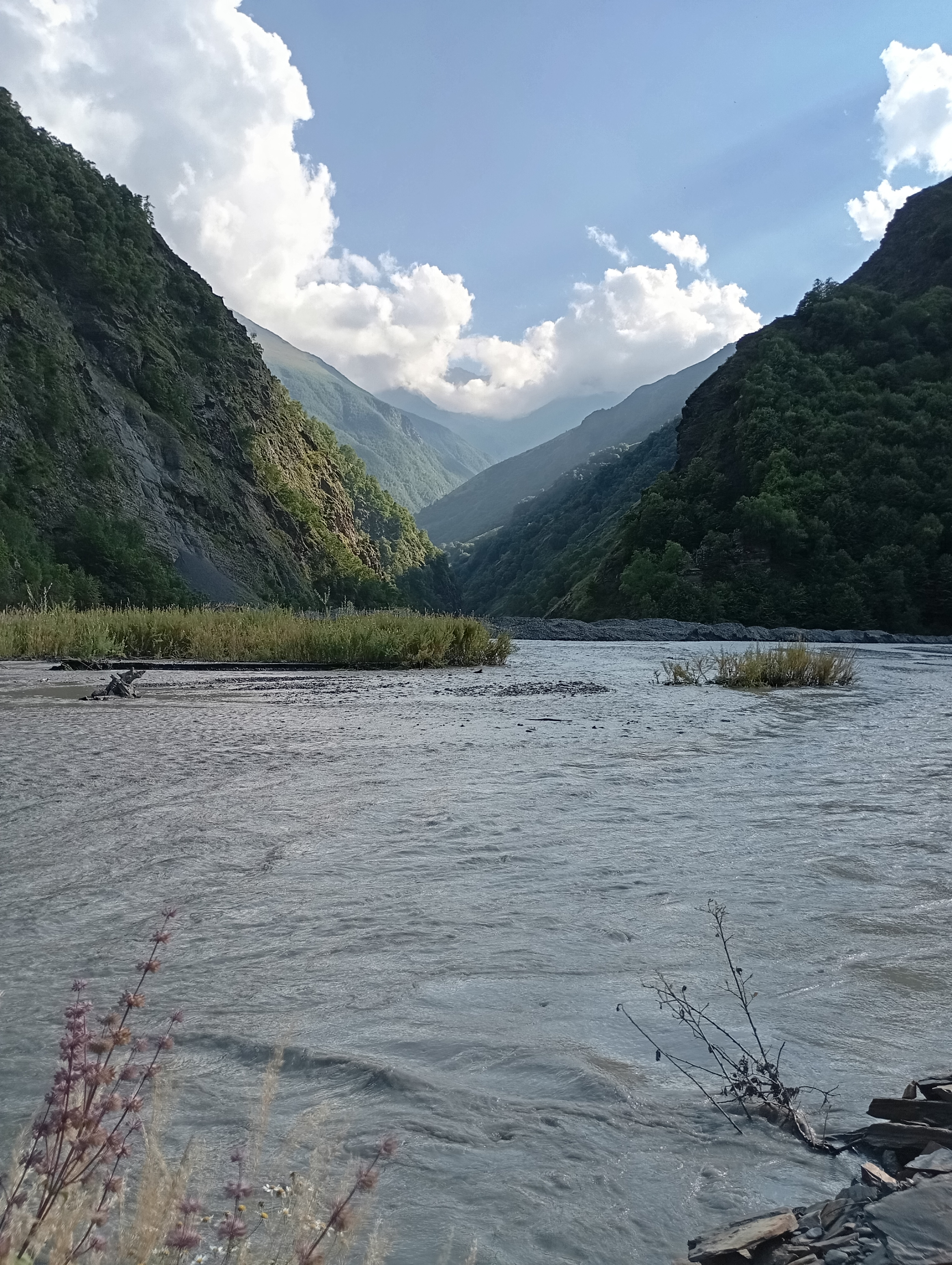
Река Шаро-Аргун

В высокогорной части Чеченской Республики выпадает 800—1000 млл. осадков в год. Однако в приречных областях ущелья Чанты-Аргуна обнаружены участки земли где не бывает дождей. Грунт в подобных местах характерный лунному, редкие растения характерные для зоны пустыней. Подобное явление можно встретить и на вершинах некоторых гор и склонов Шатоя, Чанты-Аргуна, Чиннах. На территории района открыты месторождения цементного и строительного камня, глины, песка, извести.

## История
Аргунское ущелье одно из крупнейших по протяженности ущелий Кавказа, располагается в центральной части Чеченской Республики. С древних времён Аргунское ущелье играла ключевую роль в дорожной артерии Чечни. Через неё пролегали пути в Грузию, Осетию, Дагестан. Здесь, через земли Шатойского района по Аргнускому ущелью, проходил путь из Европы в Азию, из России в Закавказье и Переднюю Азию. Путь русских посольств и торговых миссий в Грузии пролегали по этой дороге, вплоть до конца XVIII века.
Первое упоминание земель Шатойского района в русских источниках датируется к 1587 году. В источниках упоминание о «Землица» Шибути, до принятия Ислама, население Шатойского района называли Шибутянами. Земли Шатойского района считались общественным, хозяйственным центром древних чеченцев. В топонимике от XVI—XVII веков, Шатой относят социальный термин высокого или благородного положения «Эли» — князья. По преданиям данное положение закрепилось за жителями местности благодаря своей высокой культурой, благородным нравом, гостеприимством и достоинством.
В царский период истории, населенные пункты Шатойского района входили в Аргунский округ Терской области и носил название Шатойское наибство, согласно похозяйственней учётам 1867 года. В 1926 году после установления Советской власти, на территории Аргунского округа было образовано 5 районов: Галанчожский, Итум-Калинский, Чеберлоевский, Шаройский и Шатойский. 30 августа 1944 года Шатойский район был переименован в Советский район. Переименован обратно в Шатойский 15 августа 1989 года. В мае 1991 году Шатойский район был восстановлен в своих административных границах. В марте 2000 года Шатойский и Чеберлойский районы объединены с центром с. Шатой.
16 апреля 1996 года — бой у Ярыш-Марды,
22-29 февраля 2000 года — битва за Шатой,
28 февраля — 1 марта 2000 года — бой у высоты 776.
16 апреля 2009 года — бой между участниками вооружённых формирований и военными ВС РФ. Это был последний бой второй чеченской кампании.
1 января 2020 года в Шатойский район передана часть территории Грозненского района, а также ненаселённая часть территории Старо-Ачхойского сельского поселения Ачхой-Мартановского района.

## Население
| 1989    | 2002    | 2009    | 2010    | 2012    | 2013    | 2014    |
| ------- | ------- | ------- | ------- | ------- | ------- | ------- |
| 15 146  | ↘13 155 | ↗16 508 | ↗16 812 | ↗17 266 | ↗17 526 | ↗17 691 |
| 2015    | 2016    | 2017    | 2018    | 2019    | 2020    | 2021    |
| ↗17 939 | ↗18 852 | ↗19 388 | ↗19 470 | ↗19 477 | ↗25 175 | ↘23 549 |
| 2023    | 2024    |         |         |         |         |         |
| ↗23 921 | ↗24 025 |         |         |         |         |         |

Плотность населения — 29.15 человека на 1 км².

### Национальный состав
Национальный состав населения района по данным Всероссийской переписи населения 2010 года:
| Народ      | Численность, чел. | Доля от всего населения, % |
| ---------- | ----------------- | -------------------------- |
| чеченцы    | 13 232            | 78,71 %                    |
| русские    | 2076              | 12,35 %                    |
| аварцы     | 211               | 1,26 %                     |
| кумыки     | 201               | 1,20 %                     |
| казахи     | 113               | 0,67 %                     |
| лезгины    | 68                | 0,40 %                     |
| татары     | 67                | 0,40 %                     |
| другие     | 746               | 4,44 %                     |
| не указано | 98                | 0,58 %                     |
| всего      | 16 812            | 100,00 %                   |

По итогам переписи населения 2020 года проживали следующие национальности (национальности менее 0,1 % и другое см. в сноске к строке «Другие»):
| Национальность | Численность, чел. | Доля     |
| -------------- | ----------------- | -------- |
| Чеченцы        | 21 460            | 91,13 %  |
| Русские        | 1092              | 4,64 %   |
| Казахи         | 176               | 0,75 %   |
| Аварцы         | 128               | 0,54 %   |
| Кумыки         | 119               | 0,51 %   |
| Табасараны     | 88                | 0,37 %   |
| Калмыки        | 60                | 0,25 %   |
| Осетины        | 56                | 0,24 %   |
| Лезгины        | 40                | 0,17 %   |
| Ингуши         | 38                | 0,16 %   |
| Татары         | 37                | 0,16 %   |
| Азербайджанцы  | 36                | 0,15 %   |
| Башкиры        | 27                | 0,11 %   |
| Кабардинцы     | 26                | 0,11 %   |
| Даргинцы       | 26                | 0,11 %   |
| Другие         | 140               | 0,60 %   |
| Итого          | 23 549            | 100,00 % |

## Муниципально-территориальное устройство
В Шатойский район входят 19 муниципальных образований со статусом сельских поселений:
| №  | Сельское поселение   | Административный центр | Количество населённых пунктов | Население (чел.) | Площадь (км²) |
| -- | -------------------- | ---------------------- | ----------------------------- | ---------------- | ------------- |
| 1  | Асланбек-Шериповское | с. Асланбек-Шерипово   | 5                             | ↗2609            | 53,15         |
| 2  | Больше-Варандинское  | с. Большие Варанды     | 2                             | ↗681             | 141,60        |
| 3  | Борзойское           | с. Борзой              | 3                             | ↘4271            | 57,90         |
| 4  | Вашендаройское       | с. Вашендарой          | 3                             | ↗1377            | 16,70         |
| 5  | Дайское              | с. Дай                 | 1                             | ↗649             | 59,08         |
| 6  | Дачу-Борзойское      | с. Дачу-Борзой         | 1                             | ↗2303            | 2,70          |
| 7  | Зонинское            | с. Зоны                | 1                             | ↗652             | 15,78         |
| 8  | Лаха-Варандинское    | с. Лаха-Варанды        | 1                             | ↘1225            | 0,85          |
| 9  | Нихалойское          | с. Нихалой             | 1                             | ↗532             | 5,10          |
| 10 | Нохчи-Келойское      | с. Нохчи-Келой         | 1                             | ↘425             | 175,00        |
| 11 | Памятойское          | с. Памятой             | 4                             | ↗1486            | 19,33         |
| 12 | Саттинское           | с. Сатти               | 3                             | ↗792             | 11,40         |
| 13 | Улус-Кертское        | с. Улус-Керт           | 1                             | ↗879             | 75,56         |
| 14 | Хал-Келойское        | с. Хал-Келой           | 2                             | ↘459             | 25,10         |
| 15 | Харсенойское         | с. Харсеной            | 2                             | ↗204             | 47,70         |
| 16 | Чишкинское           | с. Чишки               | 3                             | ↗2076            | 2,87          |
| 17 | Шаро-Аргунское       | с. Шаро-Аргун          | 1                             | →277             | 65,10         |
| 18 | Шатойское            | с. Шатой               | 2                             | ↗2849            | 55,70         |
| 19 | Ярыш-Мардинское      | с. Ярыш-Марды          | 1                             | ↗279             | 0,23          |

1 января 2020 года из Грозненского района в состав Шатойского района переданы территории Дачу-Борзойского, Лаха-Варандинского, Чишкинского и Ярыш-Мардинского сельских поселений.

## Населённые пункты
В Шатойском районе 37 населённых пунктов (все — сельские).
| №         | Населённый пункт  | Тип              | Население | Сельское поселение   |
| --------- | ----------------- | ---------------- | --------- | -------------------- |
| 1         | Асланбек-Шерипово | село             | ↗1097     | Асланбек-Шериповское |
| 2         | Бекум-Кале        | село             | ↘214      | Памятойское          |
| 3         | Беной             | село             | ↗432      | Асланбек-Шериповское |
| 4         | Большие Варанды   | село             | ↗470      | Больше-Варандинское  |
| 5         | Борзой            | село             | ↘3667     | Борзойское           |
| 6         | Вашиндарой        | село             | ↗746      | Вашендаройское       |
| 7         | Высокогорное      | село             | ↗161      | Вашендаройское       |
| 8         | Вярды             | село             | ↗512      | Памятойское          |
| 9         | Горгачи           | село             | ↘142      | Вашендаройское       |
| 10        | Гуш-Керт          | село             | ↗501      | Памятойское          |
| 11        | Дай               | село             | ↗649      | Дайское              |
| 12        | Дачу-Борзой       | село             | ↗2303     | Дачу-Борзойское      |
| 12.000001 | ДТС «Чишки»       | населённый пункт | ↗183      | Чишкинское           |
| 13        | Дех-Йисте         | село             | ↗161      | Асланбек-Шериповское |
| 14        | Зоны              | село             | ↗652      | Зонинское            |
| 15        | Лаха-Варанды      | село             | ↘1225     | Лаха-Варандинское    |
| 16        | Малый Харсеной    | село             | ↗27       | Харсенойское         |
| 17        | Мускали           | село             | ↘37       | Асланбек-Шериповское |
| 18        | Мусолт-Аул        | село             | ↘220      | Асланбек-Шериповское |
| 19        | Нихалой           | село             | ↗532      | Нихалойское          |
| 20        | Нохчи-Келой       | село             | ↘425      | Нохчи-Келойское      |
| 21        | Памятой           | село             | ↗192      | Памятойское          |
| 22        | Пионерское        | село             | ↗304      | Чишкинское           |
| 23        | Рядухой           | село             | ↗269      | Борзойское           |
| 24        | Саной             | село             | →0        | Хал-Келойское        |
| 25        | Сатти             | село             | ↗153      | Саттинское           |
| 26        | Сюжи              | село             | ↗258      | Больше-Варандинское  |
| 27        | Тумсой            | село             | ↗385      | Борзойское           |
| 28        | Улус-Керт         | село             | ↗879      | Улус-Кертское        |
| 29        | Урдюхой           | село             | ↗343      | Саттинское           |
| 30        | Хаккой            | село             | ↗30       | Шатойское            |
| 31        | Хал-Келой         | село             | ↗468      | Хал-Келойское        |
| 32        | Харсеной          | село             | ↗160      | Харсенойское         |
| 33        | Чишки             | село             | ↗1186     | Чишкинское           |
| 34        | Шаро-Аргун        | село             | →277      | Шаро-Аргунское       |
| 35        | Шатой             | село             | ↗2953     | Шатойское            |
| 36        | Юкерч-Келой       | село             | ↗165      | Саттинское           |
| 37        | Ярыш-Марды        | село             | ↗279      | Ярыш-Мардинское      |

В декабре 2020 года населённый пункт ДТС «Чишки» Чишкинского сельского поселения Шатойского района был упразднён и 1 января 2021 года исключён из реестра населённых пунктов.
Покинутые сёла
- Малые Варанды
- Монахой
- Циндой
- Батыйаул
- Дургинаул
- Инкот
- Чубах-Кенерой
- Басхой
- Нижалой

## Общая карта
Легенда карты:
| Численность населения населённых пунктов: |                   |
|                                           | 1000—5000 жителей |
|                                           | 500—1000 жителей  |
|                                           | Менее 500 жителей |

## Учреждения
Во время военных действий на территории Чеченской Республики все учреждения муниципалитета были почти полностью разрушены. С 2007 года на территории района построены десятки учреждений образования, культуры, спорта и здравоохранения.
Образование
После военных действий, по инициативе Рамзана Кадырова, в районе были заново построены десятки образовательных учреждений в селах: Дачу-Борзой, Пионерское, Зоны, Шатой, Нихалой, Бекум-Кали, Дай, а в ранее созданных учреждениях образования проведены капитальные ремонты. В начале 2022 года, в районе начато строительство новой школы в населенном пункте с. Урд-Юхой.
На текущее время, в районе функционируют 20 образовательных учреждений:
- 19 — Дневных школ
- 1 — Учреждение дополнительного образования

Учреждения рассчитаны на более 5 тысяч обучающихся. В данной отрасли работают 921 человек. 9 Школ района имеют автобусы выделенные Региональным Общественным Фондом имени Первого Президента Чеченской Республики, Героя России Ахмат-Хаджи Кадырова что позволяет обеспечить подвоз обучающихся к месту учёбы. Питанием охвачены 1 202 обучающихся района. На повышение качества условий, позволяющих расширить образовательное пространство для каждого ученика, направлено создание Центров естественнонаучной и технологической направленности «Точка роста», которые функционируют в МБОУ «СОШ с. Шатой», МБОУ «СОШ с. Памятой», МБОУ «СОШ с. Вашендарой», МБОУ «СОШ с. Борзой», МБОУ «СОШ с. А. Шерипова», МБОУ «СОШ с. Улус-Керт». В 2023 году планируется открытие Центра «Точка роста» в трех школах: МБОУ «СОШ с. Дачу-Борзой», МБОУ «СОШ с. Чишки», МБОУ «СОШ с. Лаха-Варанды». В центрах будут обучаться более тысячи детей. Основной задачей деятельности Центров является повышение качества образовательной среды для обучающихся образовательной организации за счет использования нового оборудования и применения новых методик обучения и воспитания.
Также в районе действует Федеральный проект «Цифровая образовательная среда», для создания равных условий по получению качественного образования в образовательных организациях.

## Экономика
В соответствии с Постановлением Правительства РФ от 31 мая 2019 г. N 696 "Об утверждении государственной программы Российской Федерации «Комплексное развитие сельских территорий», на территории района через Министерство сельского хозяйства Чеченской Республики продолжается строительство водопровода с. Халкелой; ФАПа в с. Пионерское, газификация с. Саной; Сурокх; строительство внутренней разводки с. Дай
В рамках Программы "Социально-экономическое развитие горных территорий (Веденского, Итум-Калинского, Ножай-Юртовского, Шатойского, Шаройского муниципальных районов) Чеченской Республики"на 2017—2020 и последующие годы за счет внебюджетных инвестиций на различных стадиях реализации находятся 44 инвестиционных проектов на сумму более 805,9 млн рублей с созданием 301 рабочих мест.
Наиболее крупным является проект в сфере туризма многофункциональный комплекс «Шатойская ривьера» имени Ахмата-Хаджи Кадырова, с объёмом инвестиций 550,0 млн рублей, с созданием 75 рабочих мест, в различных сферах экономики (АПК, туризм, сфера услуг, строительство, промышленность).
С конца 2017—2021 годы в рамках Программы развития горных районов реализованы 20 инвестпроектов на сумму-95,2 млн руб. с созданием 22 рабочих мест.
В 2022 г. по Программе развития горных территорий Чеченской Республики планируется ввести в эксплуатацию 5 проектов с объёмом инвестиций 27,8 млн рублей с созданием 15 рабочих мест (сферы услуг, АПК).
Согласно официальной статистике в Шатойском муниципальном районе осуществляют деятельность 148 объектов розничной торговли и общественного питания, из них: 124 магазина, 3 ларька, 6 аптек, 11-предприятий общественного питания открытой сети, 17 школьных столовых.
Работает 1 отделение Федеральной почтовой связи в с. Шатой и 5 отделений в сельской местности. Осуществляют деятельность 6 объектов, представляющие услуги сотовой связи. Функционируют 9 автозаправочных станций: в с Шатой −2 АЗС; Памятой-2 АЗС; Сатты-1 АЗС, Чишки-1 АЗС, с. Лаха-Варанды-1 АЗС, с. Дачу-Борзой-1 АГЗС.
В сельскохозяйственном производстве работает 1 940 чел., 7,5 % от численности населения, проживающего в сельской местности.
Среднемесячная заработная плата работников сельскохозяйственного производства в районе за отчетный период 2022 г., составила 13900 руб., увеличение на 9 % к аналогичному периоду прошлого года.
Поголовье КРС на 01.01.2022 г., составляет 6093 голов (в хоз. всех категорий);
МРС- 3756 голов. Сведения о выявленных очагах заразных болезней животных (дерматит КРС, лейкоз мелкого рогатого скота и т. п. на 2022 год отсутствуют).

### Туризм
На территории района функционируют три туристических объекта:
- База отдыха «Нихалойские водопады»;
- Туркемпинг «Орга» с. Зоны;
- Мини- гостиница с. Зоны (Зонинские серные ванны).